# San Marino az 1992. évi téli olimpiai játékokon
San Marino a franciaországi Albertville-ben megrendezett 1992. évi téli olimpiai játékok egyik részt vevő nemzete volt. Az országot az olimpián 2 sportágban 3 sportoló képviselte, akik érmet nem szereztek.

## Alpesisí
Férfi
| Versenyző       | Versenyszám            | 1. futam      | 1. futam      | 2. futam | 2. futam | Összesítés    | Összesítés    |
| Versenyző       | Versenyszám            | Idő           | Hely.         | Idő      | Hely.    | Idő           | Helyezés      |
| --------------- | ---------------------- | ------------- | ------------- | -------- | -------- | ------------- | ------------- |
| Nicola Ercolani | Műlesiklás             | nem ért célba | nem ért célba | kiesett  | kiesett  | kiesett       | kiesett       |
| Nicola Ercolani | Óriás-műlesiklás       | nem ért célba | nem ért célba | kiesett  | kiesett  | kiesett       | kiesett       |
| Nicola Ercolani | Szuperóriás-műlesiklás |               |               |          |          | 1:23,72       | 66.           |
| Jason Gasperoni | Műlesiklás             | nem ért célba | nem ért célba | kiesett  | kiesett  | kiesett       | kiesett       |
| Jason Gasperoni | Óriás-műlesiklás       | 1:20,74       | 76.           | 1:17,61  | 59.      | 2:38,35       | 59.           |
| Jason Gasperoni | Szuperóriás-műlesiklás |               |               |          |          | nem ért célba | nem ért célba |

## Sífutás
A 10 km-es klasszikus stílusú versenyszámot követően másnap a 15 km-es szabadstílusú viadalt rendezték. A rajtsorrend azonban az előző napi befutónak megfelelően, az ott kialakult időkülönbségekkel alakult ki. Az összesítő sor a versenyző tényleges helyezését mutatja a 15 km-es versenyszámban. Az összesített időben az eltérést az jelenti, hogy a 15 km-es rajtnál a 10 km-es időből a tizedmásodperceket elhagyták.
Férfi
| Versenyző          | Versenyszám         | Eredmény  | Helyezés |
| ------------------ | ------------------- | --------- | -------- |
| Andrea Sammaritani | 10 km               | 47:37,8   | 109.     |
| Andrea Sammaritani | 15 km üldözőverseny | 1:22:39,4 | 97.      |